# Bronka (stacja kolejowa)
Bronka (ros. Бронка) – stacja kolejowa w miejscowości Łomonosow, w Petersburgu, w Rosji. Położona jest na linii z Dworca Bałtyckiego do Wiejmarna, u wybrzeża Zatoki Fińskiej.
Obsługuje pobliski morski terminal kontenerowy Bronka.

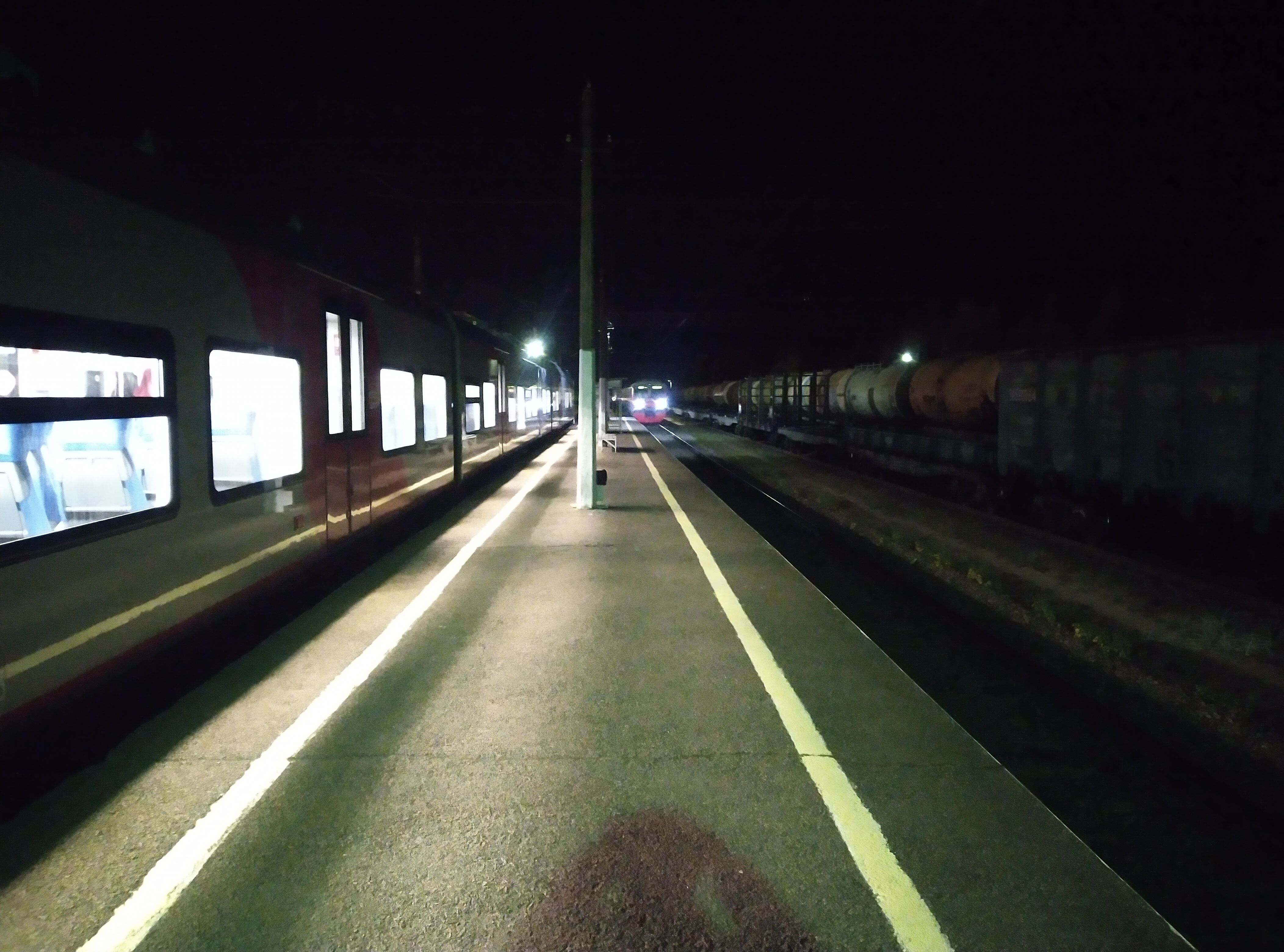
peron